# Chironomus pauciplumatus
Chironomus pauciplumatus är en tvåvingeart som först beskrevs av Hardy 1960.  Chironomus pauciplumatus ingår i släktet Chironomus och familjen fjädermyggor. Inga underarter finns listade i Catalogue of Life.